# Sphecodes antennariae
Sphecodes antennariae là một loài Hymenoptera trong họ Halictidae. Loài này được Robertson mô tả khoa học năm 1891.